# Sysyphus
«Sysyphus» es una suite instrumental de cuatro partes escritas e interpretadas por el tecladista de la banda de rock Pink Floyd, Richard Wright. La canción abre el álbum de estudio de Ummagumma. Su nombre se debe a un personaje de la mitología griega, usualmente escrito "Sísifo".